# Casphalia citrimaculata
Casphalia citrimaculata är en fjärilsart som beskrevs av Aurivillius 1905. Casphalia citrimaculata ingår i släktet Casphalia och familjen snigelspinnare. Inga underarter finns listade i Catalogue of Life.